# Caroline Abbé
Caroline Abbé (Ginevra, 13 gennaio 1988) è un'ex calciatrice svizzera, di ruolo difensore.
A livello di club ha giocato, oltre che nel campionato nazionale, sei stagioni in quello tedesco, ottenendo due titoli di Campione di Germania con il Bayern Monaco, due di Campione di Svizzera e due Coppe Svizzere con lo Zurigo. Ha inoltre indossato le maglie delle nazionali svizzere, dalle giovanili a quella maggiore, della quale ha indossato negli ultimi anni la fascia di capitano, partecipando a vari tornei a invito, ottenendo la vittoria alla Cyprus Cup 2017, a un campionato mondiale, quello di Canada 2015 e a un europeo, Paesi Bassi 2017, anno in cui decise di rinunciare alle convocazioni con oltre 100 presenze all'attivo.

## Carriera

### Nazionale
Caroline Abbé iniziò ad essere convocata nelle giovanili della nazionale svizzera, giocando nella selezione della nazionale Under-17 dal 2005 al 2006 nelle partite di qualificazione del Campionato europeo femminile Under 19 di calcio 2005 e 2006 dove riuscì a segnare un gol.
Il debutto nella nazionale maggiore avviene il 25 febbraio 2006 a Bellinzona, nella partita persa per 2 a 3 contro la Danimarca, mentre quello internazionale è datato 12 agosto 2009 quando in amichevole incontrano a Wohlen la Svezia, match vinto dalle svedesi per 3 a 0.

## Palmarès

### Club
- Campionato tedesco di seconda divisione: 1

Friburgo: 2010-2011
- Campionato tedesco: 2

Bayern Monaco: 2014-2015, 2015-2016
- Campionato svizzero: 3

Zurigo: 2017-2018, 2018-2019
Servette Chênois: 2020-2021
- Coppa Svizzera: 2

Zurigo: 2017-2018, 2018-2019

### Nazionale
- Cyprus Cup: 1

2017